# لوئیس گومیس (بازیکن فوتبال، زاده ۱۹۷۱)
لوئیس گومیس (انگلیسی: Louis Gomis؛ زادهٔ ۶ نوامبر ۱۹۷۱) بازیکن فوتبال اهل فرانسه است.
از باشگاه‌هایی که در آن بازی کرده‌است می‌توان به باشگاه فوتبال نیس، باشگاه فوتبال بوردو، و باشگاه فوتبال تولوز اشاره کرد.